# Seitenstetten
Seitenstetten là một thị trấn ở huyện Amstetten trong bang Niederösterreich ở nước Áo. Đô thị này có diện tích 30,48 km², dân số năm 2001 là 3172 người.

Seitenstetten Abbey
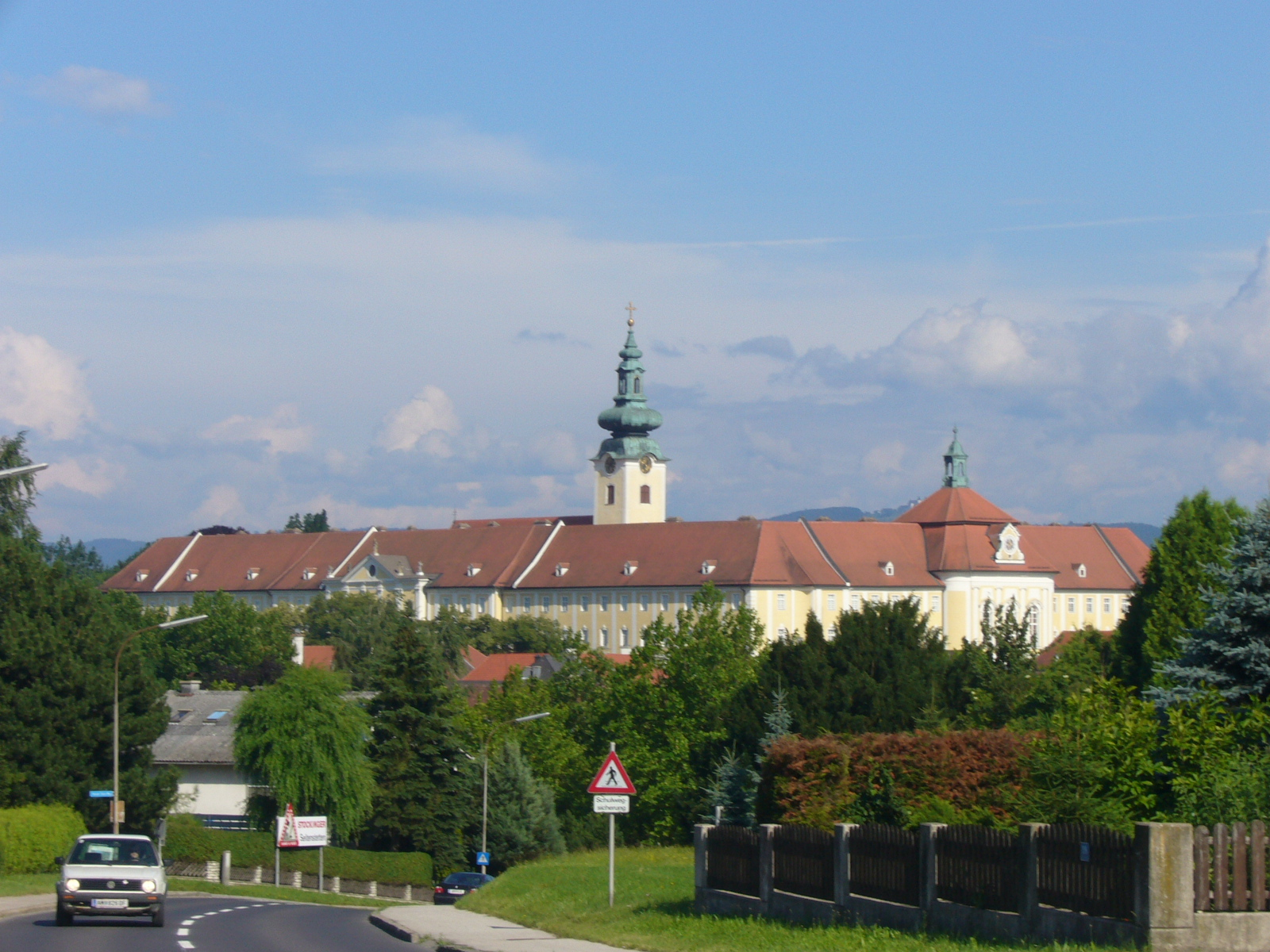
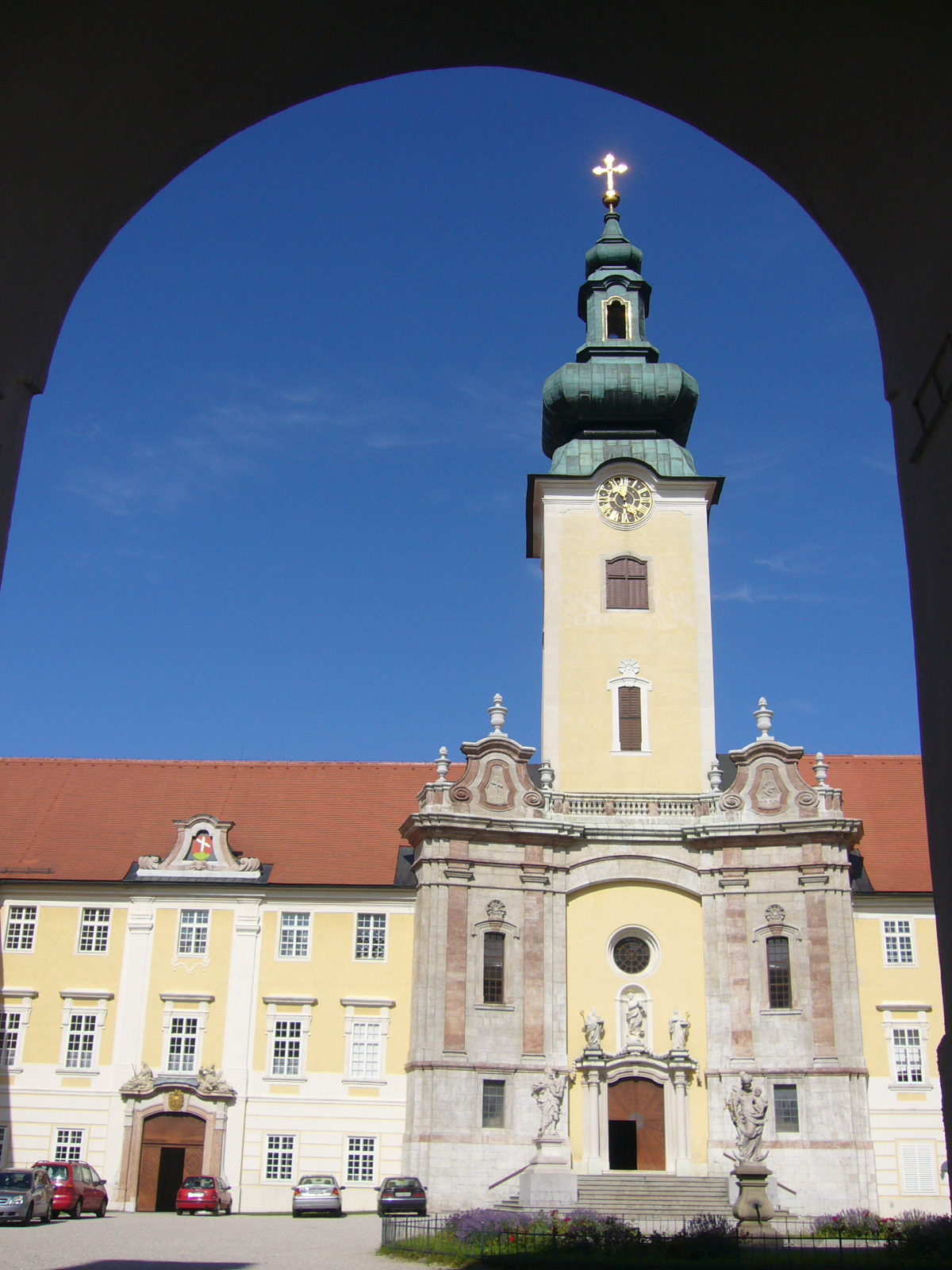
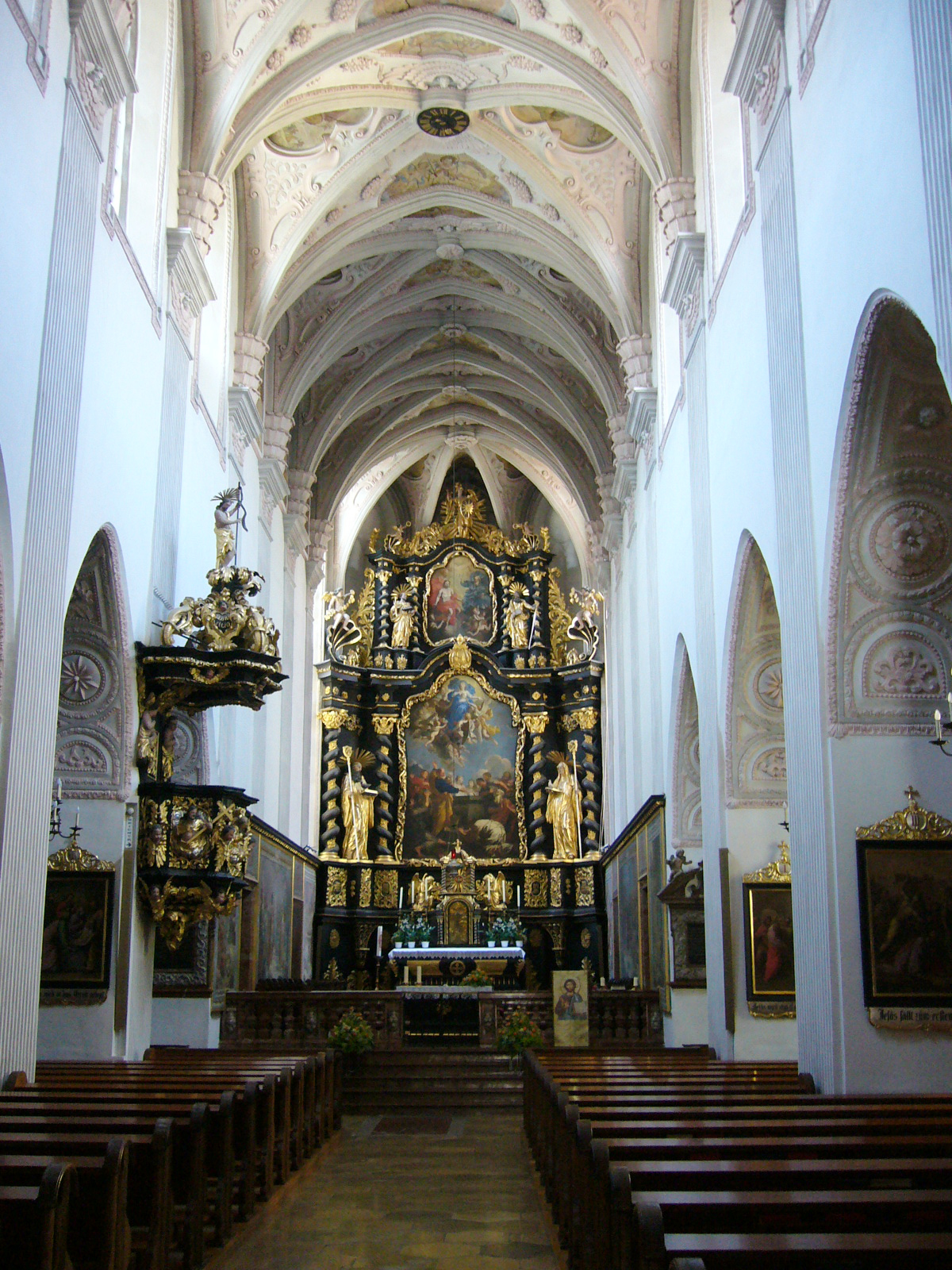
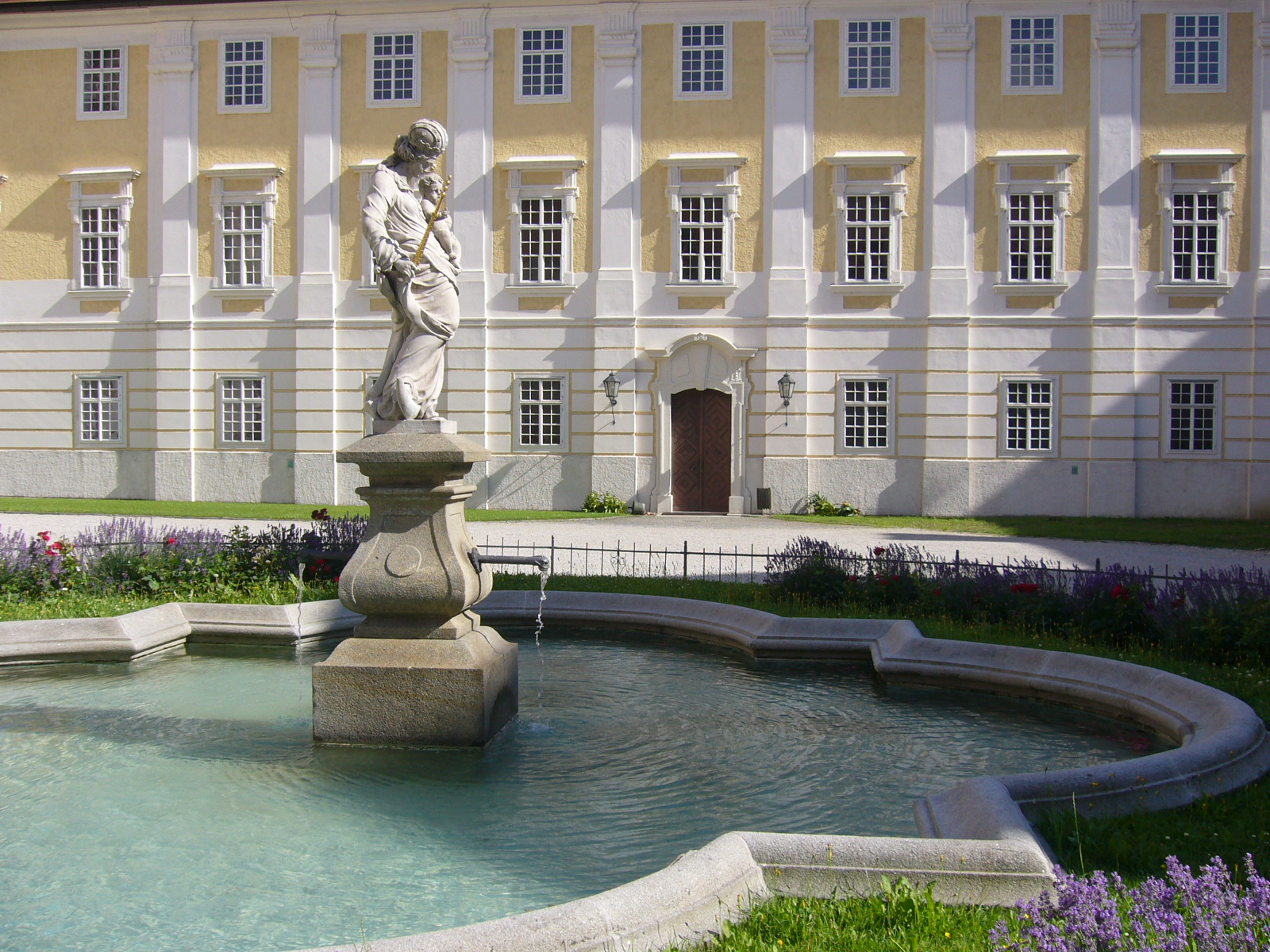
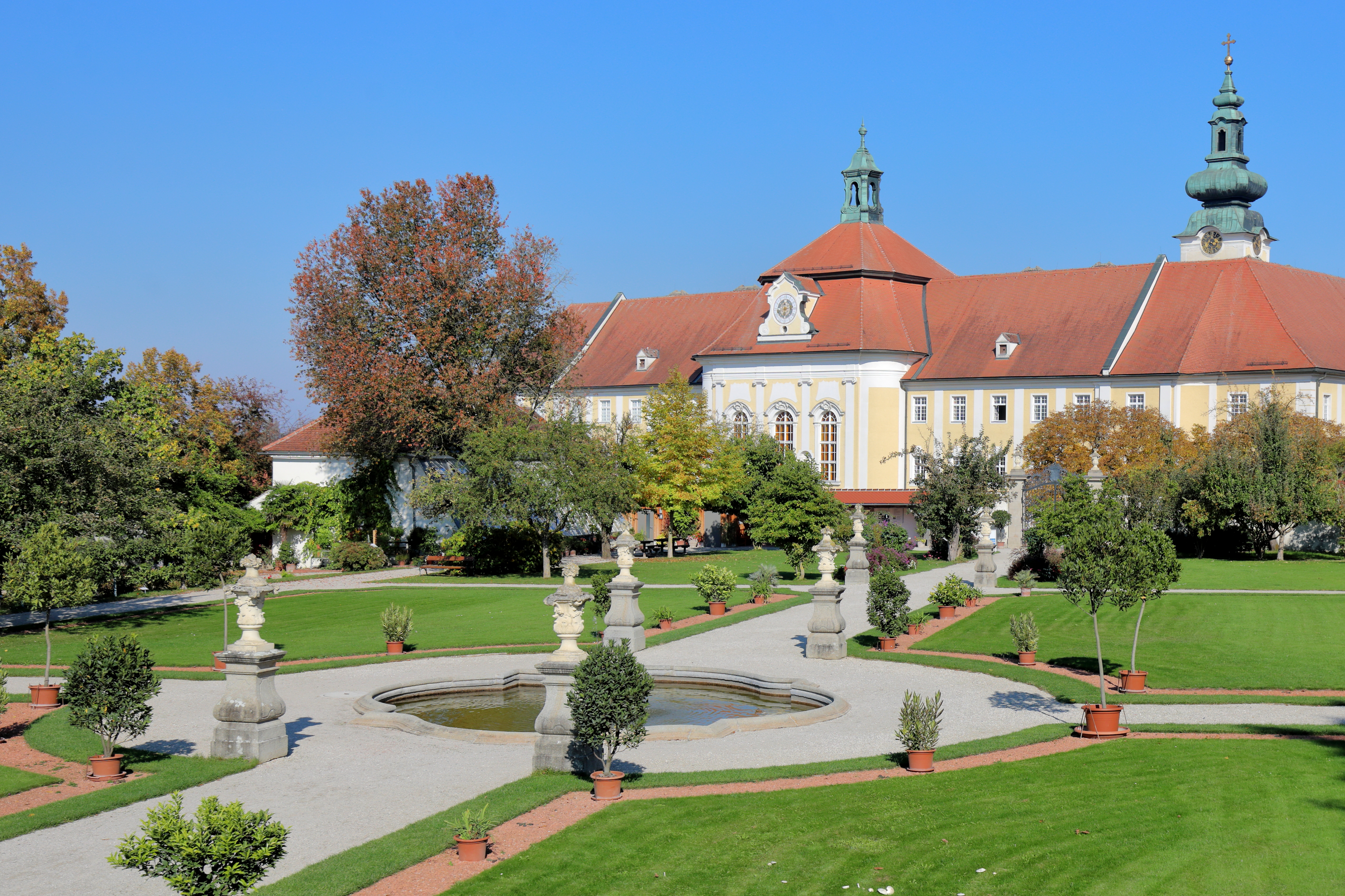